# Ville-en-Sallaz
Pour les articles homonymes, voir Sallaz.
Ville-en-Sallaz (prononcé [vil ɑ̃ sala] ; mais le -az ne se prononce pas traditionnellement) est une commune française située dans le département de la Haute-Savoie, en région Auvergne-Rhône-Alpes.

## Géographie

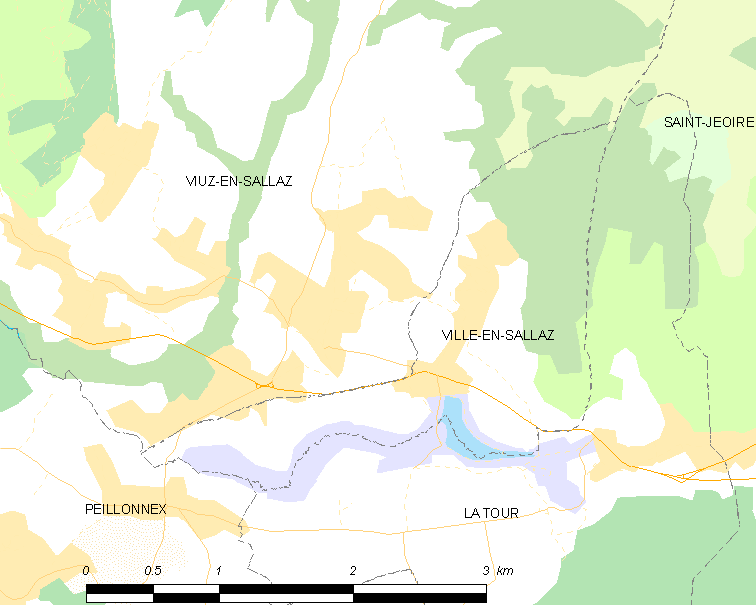
Limite de la commune.

### Situation
Adossé au versant sud du massif des Brasses (1 502 m) et face au Môle (1 863 m), à mi-chemin entre Genève, Annecy et Chamonix, Ville-en-Sallaz est un village dont le territoire s'étale de 610 m à 1 220 m d'altitude à 5 kilomètres à l'ouest de Saint-Jeoire. Il est bordé au sud par le Thy et le lac du Môle, petit lac artificiel de 11 hectares, et est traversé par la RD 907. Il est limitrophe des communes de Viuz-en-Sallaz à l'est et au nord, de La Tour à l'ouest et au sud, et de Peillonnex à l'extrême sud-ouest.
Ville-en-Sallaz est un village composé de multiples lieux-dits et hameaux.
En 2012, les 57 voies de la commune sont nommées de façon officielle et les habitations sont numérotées.

### Climat
Ville-en-Sallaz possède un climat montagnard en raison de la présence du massif alpin. Les hivers sont froids et neigeux et les étés sont doux et orageux.

## Urbanisme

### Typologie
Au 1er janvier 2024, Ville-en-Sallaz est catégorisée ceinture urbaine, selon la nouvelle grille communale de densité à sept niveaux définie par l'Insee en 2022.
Elle appartient à l'unité urbaine de Genève (SUI)-Annemasse (partie française), une agglomération internationale regroupant 34  communes, dont elle est une commune de la banlieue,,. Par ailleurs la commune fait partie de l'aire d'attraction de Genève - Annemasse (partie française), dont elle est une commune de la couronne,. Cette aire, qui regroupe 158 communes, est catégorisée dans les aires de 700 000 habitants ou plus (hors Paris),.

### Occupation des sols
L'occupation des sols de la commune, telle qu'elle ressort de la base de données européenne d’occupation biophysique des sols Corine Land Cover (CLC), est marquée par l'importance des territoires agricoles (40,5 % en 2018), en diminution par rapport à 1990 (43,9 %). La répartition détaillée en 2018 est la suivante : 
forêts (35 %), prairies (22,5 %), zones agricoles hétérogènes (18,1 %), zones urbanisées (12,8 %), zones humides intérieures (11,3 %), milieux à végétation arbustive et/ou herbacée (0,4 %).
L'IGN met par ailleurs à disposition un outil en ligne permettant de comparer l’évolution dans le temps de l’occupation des sols de la commune (ou de territoires à des échelles différentes). Plusieurs époques sont accessibles sous forme de cartes ou photos aériennes : la carte de Cassini (XVIIIe siècle), la carte d'état-major (1820-1866) et la période actuelle (1950 à aujourd'hui).

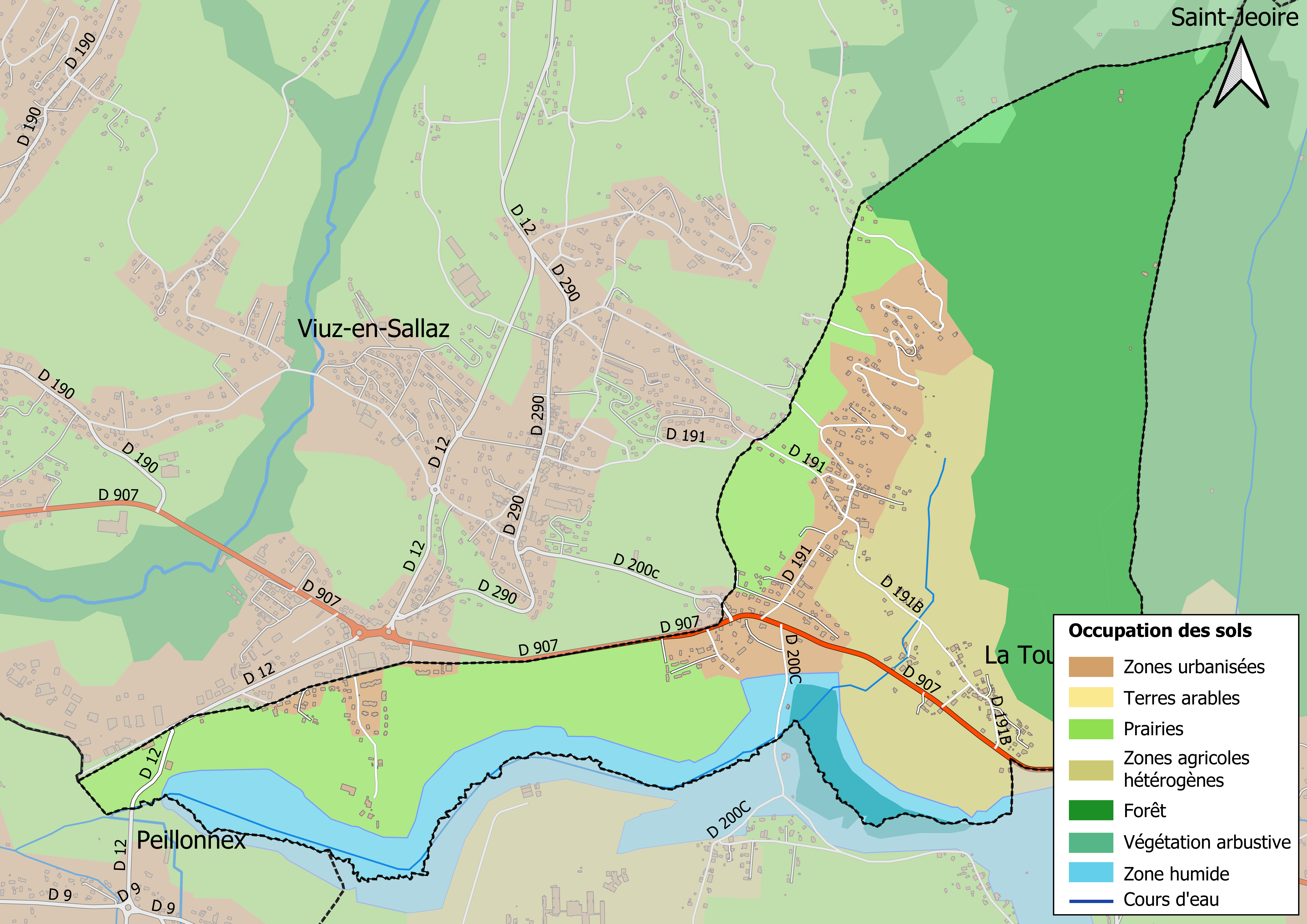
Carte des infrastructures et de l'occupation des sols en 2018 (CLC) de la commune.
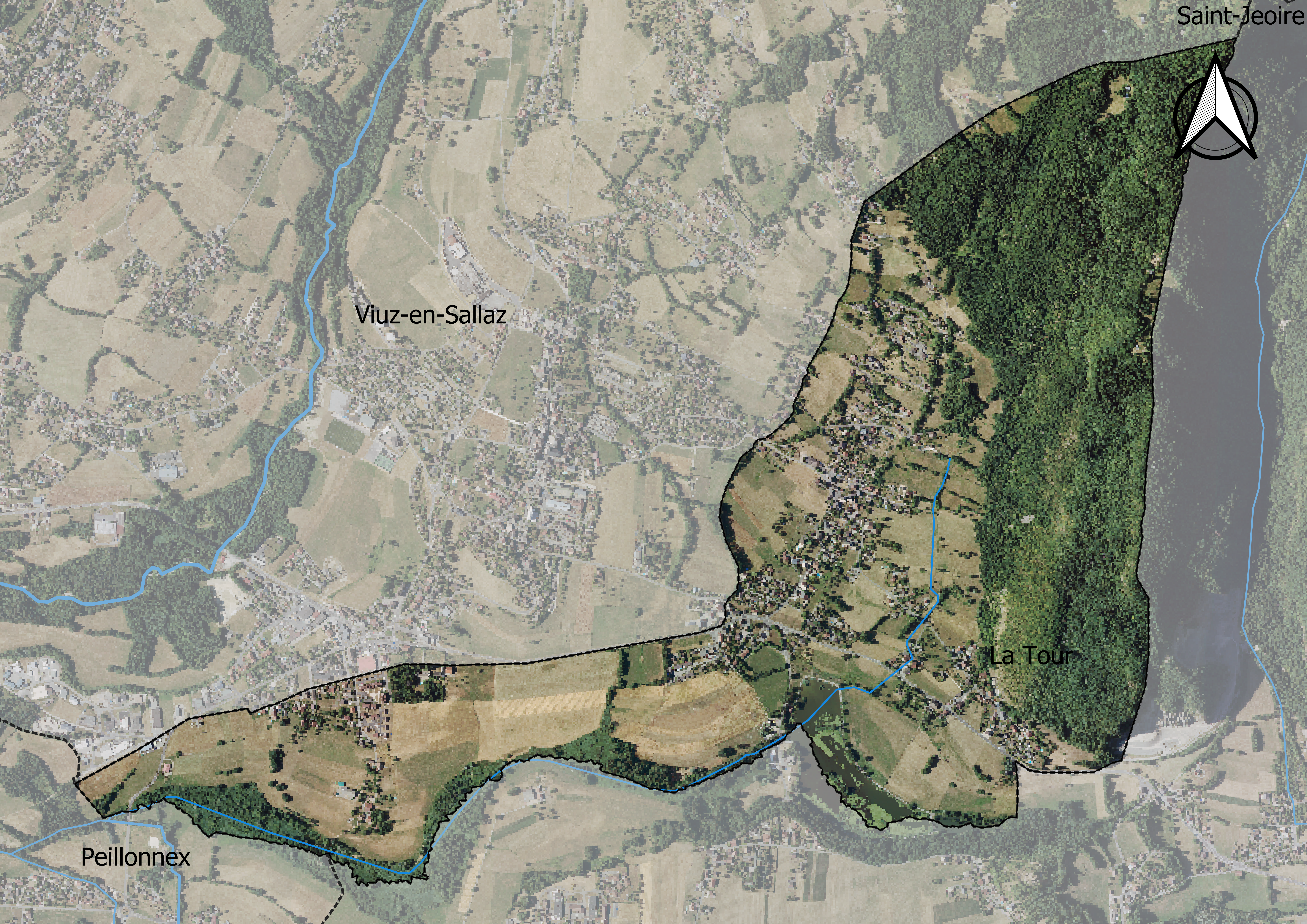
Carte orthophotogrammétrique de la commune.

## Toponymie
En francoprovençal, le nom de la commune s'écrit Vla, selon la graphie de Conflans.
Au Moyen Âge, au cœur du mandement de Thiez en Sallaz, la Maison Forte (lire « Le château du Thy » ci-dessous) semble avoir donné son nom au village et au ruisseau le bordant au sud.
Mandement : vient du latin « Mandare », transmettre une charge à quelqu'un, déléguer l'administration.
Thiez, Thy, Tez : en langue celtique, le mot signifie villa, habitation, maison forte sur les eaux (d'où la toponymie « Ville »).
Sallaz : était le domaine juridictionnel de l'époque comportant les paroisses de Ville-en-Sallaz, Viuz-en-Sallaz, Bogève et Saint-André-de-Boëge.
Ville-en-Sallaz signifierait donc : « La maison forte sur les eaux dans le domaine juridictionnel de Sallaz ». À noter que pour la commune voisine de Viuz-en-Sallaz, « Viuz » signifierait voie ou vallée (Vaulx) ou encore petite agglomération (Vicus).

## Histoire
Son histoire commence dès l'Antiquité avec, sur son territoire, quelques villas et thermes gallo-romains. Peuplée au départ par les Allobroges, l'invasion romaine apportera son influence.
Ville-en-Sallaz fait partie des paroisses, avec Saint-André, Viuz et Bogève, relevant du mandement genevois de Thiez. Ce mandement est occupé par le roi de France François Ier en 1536 et retourne à la Savoie en 1539.
Lors des débats sur l'avenir du duché de Savoie, en 1860, la population est sensible à l'idée d'une union de la partie nord du duché à la Suisse. Une pétition circule dans cette partie du pays (Chablais, Faucigny, Nord du Genevois) et réunit plus de 13 600 signatures, dont 58 pour la commune,. Le duché est réuni à la suite d'un plébiscite organisé les 22 et 23 avril 1860 où 99,8 % des Savoyards répondent « oui » à la question « La Savoie veut-elle être réunie à la France ? ».

## Politique et administration
| Période                                  | Période   | Identité          | Étiquette | Qualité            |
| ---------------------------------------- | --------- | ----------------- | --------- | ------------------ |
| mars 2014                                | En cours  | Laurette Cheneval | SE        | Employée de banque |
| mars 2001                                | mars 2014 | Claudine Ranvel   | SE        | ...                |
| avant 1995                               | ?         | Georges Carrier   | DVD       |                    |
| Les données manquantes sont à compléter. |           |                   |           |                    |

## Démographie
Ses habitants sont appelés les Villageoises et les Villageois.
L'évolution du nombre d'habitants est connue à travers les recensements de la population effectués dans la commune depuis 1793. Pour les communes de moins de 10 000 habitants, une enquête de recensement portant sur toute la population est réalisée tous les cinq ans, les populations de référence des années intermédiaires étant quant à elles estimées par interpolation ou extrapolation. Pour la commune, le premier recensement exhaustif entrant dans le cadre du nouveau dispositif a été réalisé en 2008.

En 2022, la commune comptait 918 habitants, en évolution de +3,26 % par rapport à 2016 (Haute-Savoie : +6,01 %, France hors Mayotte : +2,11 %).
| 1793 | 1800 | 1806 | 1822 | 1838 | 1848 | 1858 | 1861 | 1866 |
| ---- | ---- | ---- | ---- | ---- | ---- | ---- | ---- | ---- |
| 341  | 391  | 420  | 390  | 420  | 425  | 391  | 389  | 397  |

| 1872 | 1876 | 1881 | 1886 | 1891 | 1896 | 1901 | 1906 | 1911 |
| ---- | ---- | ---- | ---- | ---- | ---- | ---- | ---- | ---- |
| 383  | 375  | 424  | 363  | 379  | 372  | 353  | 332  | 323  |

| 1921 | 1926 | 1931 | 1936 | 1946 | 1954 | 1962 | 1968 | 1975 |
| ---- | ---- | ---- | ---- | ---- | ---- | ---- | ---- | ---- |
| 286  | 292  | 272  | 273  | 266  | 291  | 293  | 331  | 334  |

| 1982 | 1990 | 1999 | 2006 | 2008 | 2013 | 2018 | 2022 | - |
| ---- | ---- | ---- | ---- | ---- | ---- | ---- | ---- | - |
| 339  | 503  | 676  | 678  | 678  | 817  | 922  | 918  | - |

## Culture locale et patrimoine

### Lieux et monuments
La Chapelle de Prévières

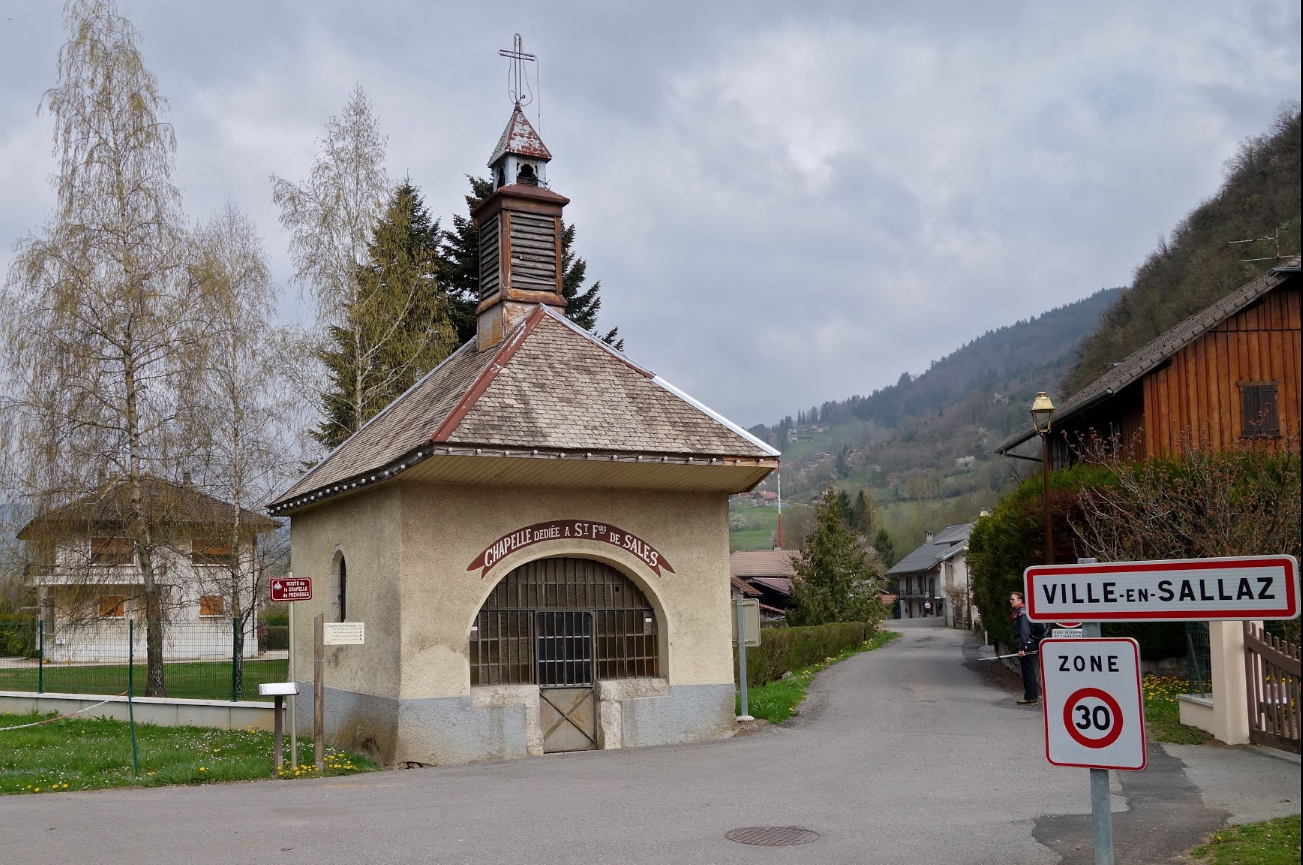
La chapelle de Prévières.

Elle est dédiée à saint François de Sales et construite en 1683 par Ambroise Broise, villageois de l'époque. Elle a été érigée en souvenir du miracle accompli par François de Sales en 1606, qui avait multiplié des chapelets en priant la Vierge Marie. Le style est typique de ce siècle avec une façade ouverte permettant à la foule de voir le prêtre à l'intérieur. En 1887, la petite chapelle reçoit une cloche offerte par François Drompt.
L'église Saint-Pancrace-et-Saint-Sébastien
Cette église, dédiée à saint Pancrace et saint Sébastien est érigée en 1837 par l'architecte François Amoudruz. Elle est dotée d'un clocher à bulbe en cuivre typiquement savoyard, qui était à l'origine en fer blanc. Elle est de style Renaissance et a été dernièrement rénovée en 2008.
Le château du Thy
Actuellement à l'état de ruines, cette ancienne maison forte dite de Thiez (ou Thyez) à quatre côtés irréguliers et entourée d'eau était le cœur administratif et politique du mandement de Thiez-en-Sallaz. Elle se trouve près du Thy, ruisseau bordant le sud de la commune, entre celle-ci et celle de La Tour. Elle est à 800 mètres du centre du village actuel.
Construit au cours du XIIe siècle par la famille Faucigny, le château devient ensuite la propriété des évêques de Genève grâce à un don de l'un d'eux, Ardiutus. En 1589, il est incendié durant la bataille de Peillonnex, opposant Berne et Genève. Au XVe siècle, le château et ses tours crénelées sont rénovés et après la Réforme, il sert de prison puis est définitivement abandonné. Ses pierres serviront même de carrière aux villageois pour construire leurs propres maisons.
La villa et les thermes gallo-romains
Une villa et des thermes gallo-romains ont été découverts en 2010 lors du creusement des fondations des Résidences « Les Allées du Château » au lieu-dit les Tattes. Les travaux ont été arrêtés quelques semaines afin que des archéologues y effectuent des fouilles et prennent quelques clichés. La municipalité, n'ayant pu sauver ce joyau inattendu des promoteurs immobiliers, rend hommage à cette villa disparue en nommant les voies du lieu-dit de noms gallo-romains : allée des Romains, impasse des Thermes, allée de l'Atrium, allée des Allobroges, clos du Tubuli et allée de la Fibule.
Le lac du Môle
Petit lac artificiel de onze hectares, il est à cheval sur les deux communes de Ville-en-Sallaz et de La Tour. Alimenté par le ruisseau du Thy, il offre une réserve naturelle de pêche et de diverses espèces de faune et de flore locales. Son petit barrage est situé en aval sur le Thy, tout près de l'emplacement des ruines du château du Thy, au niveau de la route du Lac. Il est très apprécié des promeneurs et des pêcheurs. Un sentier d'enceinte est tracé et entretenu par les deux communes. Il a été vidangé la dernière fois en 2008.
La mairie

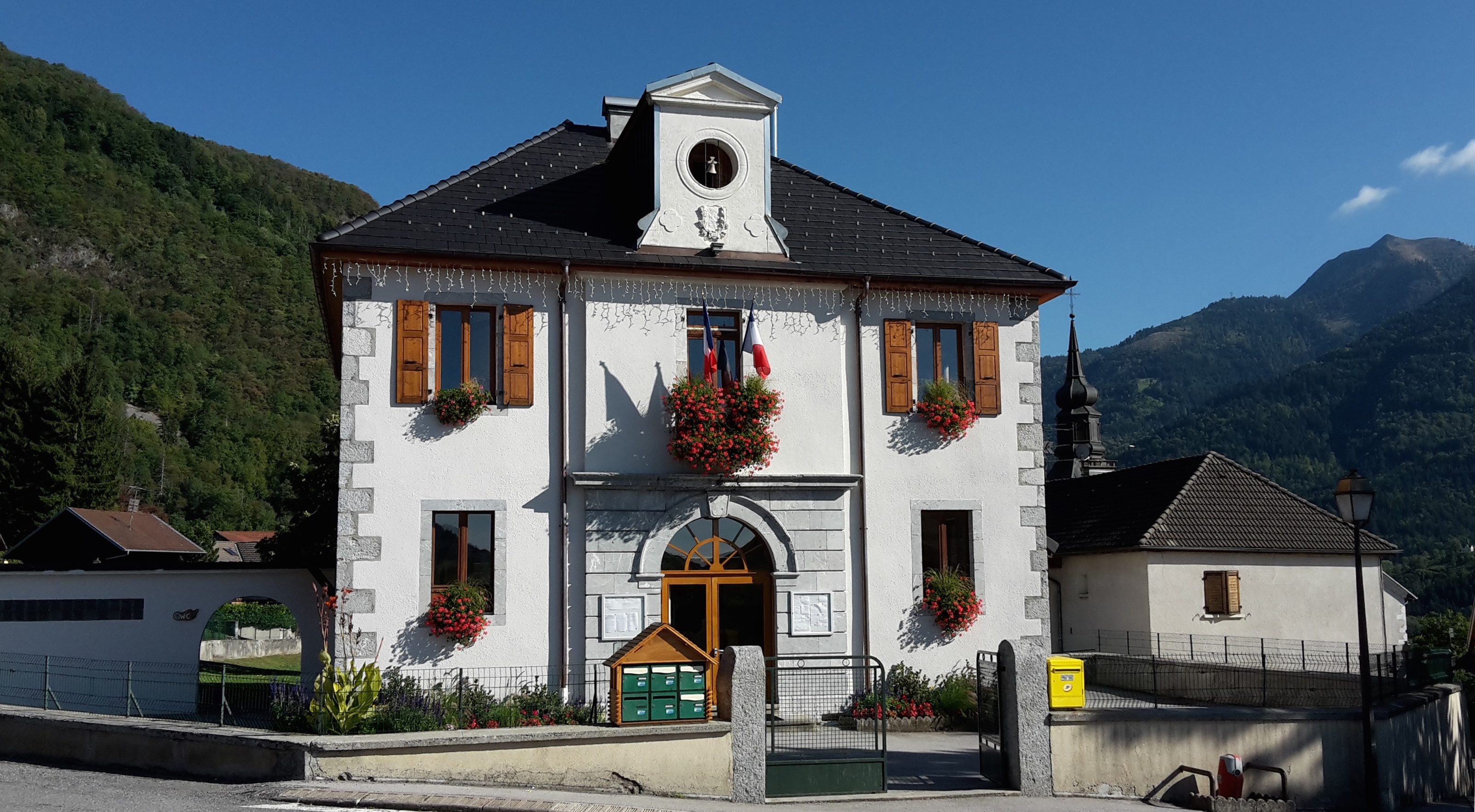
La mairie.

Bâtiment traditionnel de la commune à deux étages plus combles avec entrée principale centrale et toit à quatre pans, abritant jadis à la fois la mairie et l'école. Cette dernière accueillant de plus en plus d'enfants, a été transférée dans un bâtiment moderne en face. Depuis, l'édifice a fait récemment l'objet d'importantes rénovations, tant extérieures qu'intérieures. Celles du bâtiment seul ont été achevées en 2015 et ses abords, ainsi que ceux de l'église et la voirie alentour en 2019.
Les lavoirs
La commune de Ville en Sallaz possède deux lavoirs, l'un situé au lieu-dit les Tattes et le second à côté de l'église, dans le centre du village.

### Événements culturels
Livres-en-Sallaz
Le 22 et 23 octobre 2016 a lieu la première édition du Salon du livre de régionalisme alpin qui se tient à la salle Vittoz en présence de plusieurs auteurs.

### Personnalités liées à la commune
- Saint François de Sales[réf. nécessaire]